# Округ Морган (Западна Вирџинија)
Округ Морган (енгл. Morgan County) је округ у америчкој савезној држави Западна Вирџинија.

## Демографија
По попису из 2010. године број становника је 17.541, што је 2.598 (17,4%) становника више него 2000. године.
| Група             | 2000.          | 2010.          |
| Белци             | 14.596 (97,7%) | 16.949 (96,6%) |
| Афроамериканци    | 89 (0,6%)      | 97 (0,6%)      |
| Азијати           | 18 (0,1%)      | 50 (0,3%)      |
| Хиспаноамериканци | 124 (0,8%)     | 183 (1,0%)     |
| Укупно            | 14.943         | 17.541         |